# Seleção Costarriquenha de Futsal
A Seleção Costarriquenha de Futsal representa a Costa Rica em competições internacionais de futsal. Já participou de 4 Copas do Mundo (1992, 2000, 2012 e 2016).

## Títulos
- Campeonato de Futsal da CONCACAF (3): 2000, 2012 e 2016